# Henry Newport (3e comte de Bradford)
Henry Newport, 3e comte de Bradford (1683-23 décembre 1734) est un pair anglais et un homme politique whig qui siège à la Chambre des communes entre 1706 et 1722.

## Biographie

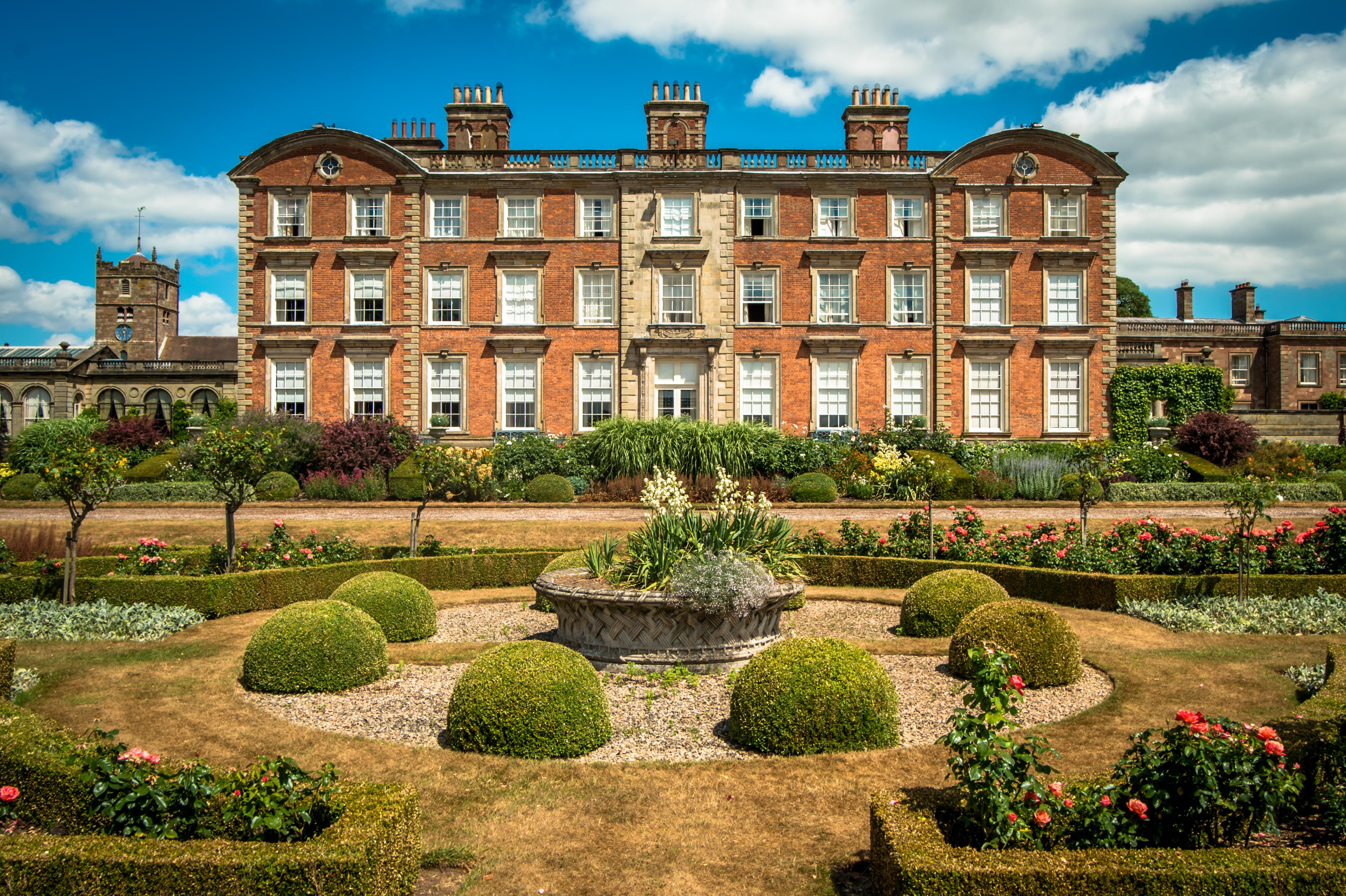
Weston Park, Staffordshire - siège des comtes de Bradford

Il est le fils aîné de Richard Newport et de son épouse Mary Wilbraham. Il fait ses études à la Westminster School et est inscrit à la Christ Church d'Oxford le 4 mai 1699 à l'âge de 15 ans.
Il est élu sans opposition en tant que député de Bishop's Castle lors d'une élection partielle le 5 mars 1706. Lors de l'élection générale de 1708, il est réélu sans opposition en tant que député du Shropshire, mais est battu en 1710. Il est de nouveau élu député du Shropshire aux élections générales de 1713 et aux élections générales de 1715 mais est battu en 1722. Il est lord-lieutenant du Staffordshire et Custos Rotulorum de Staffordshire entre 1715 et 1725.
Il succède à son père le 14 juin 1723. Il est lord-lieutenant du Shropshire et Custos Rotulorum de Montgomeryshire entre 1724 et 1734.
Lord Bradford est décédé à St James Place, à Londres, célibataire, mais père d'un fils illégitime. Il est inhumé le 20 janvier 1734 à l'abbaye de Westminster, et son frère cadet Thomas Newport, imbécile qui ne s'est jamais marié, lui succède. Les domaines tels que Weston Park sont ensuite transmis à la sœur du 4e comte, Anne, qui épouse Orlando Bridgeman.
Le fils illégitime d'Henry, est né John Harrison, d'Ann Smyth en 1720. Son père est décédé avant que John Harrison n'obtienne la majorité et la succession considérable est gérée par un comité présidé par sa mère. Conformément aux souhaits de son père, John Harrison change de nom et s'appelle par la suite John Newport par une loi privée. Sa mère l'a déclaré fou avant d'entrer en possession de son héritage et elle garde le contrôle de sa fortune. À sa mort, William Pulteney, contrôle le domaine. John Newport n'a pas d'enfant selon le registre officiel, mais cela est contesté par un grand nombre de descendants d'un Samuel Newport et de ses deux frères qui émigrent en Nouvelle-Zélande en 1842 et qui sont prétendument les arrière-petits-fils de John Newport.